# Reunificação da Coreia

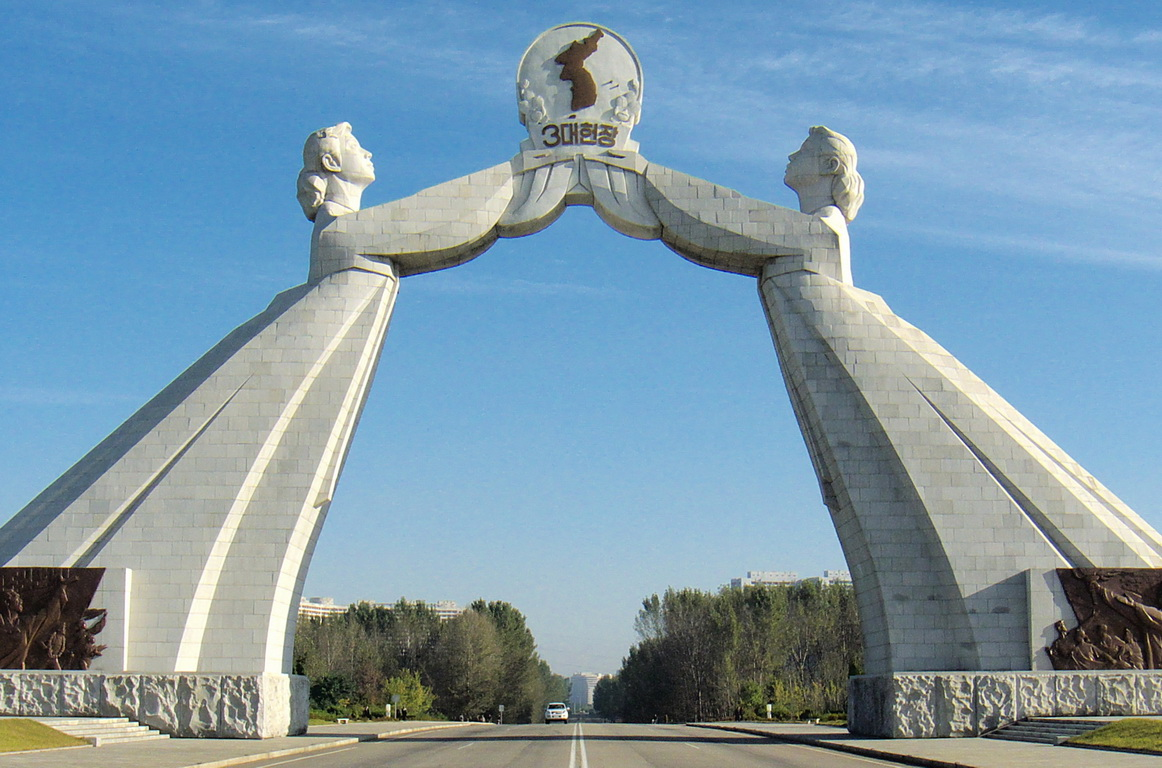
Arco da Reunificação, em Pionguiangue, Coreia do Norte.

A reunificação da Coreia (em coreano: 통일, chamada no sul do país de 남북 통일, literalmente reunificação Sul–Norte, e no Norte de 북남 통일, literalmente reunificação Norte–Sul, em hanja: 統一) refere-se à hipotética reunificação futura da Coreia do Norte e a Coreia do Sul, divididas desde 1945, sob um único governo. O processo foi iniciado pela "Declaração Conjunta Norte-Sul de 15 de junho" em agosto de 2000, onde os dois países concordaram em trabalhar para uma reunificação pacífica no futuro. O processo foi reafirmado pela Declaração de Panmunjom para a Paz, Prosperidade e Unificação da Península Coreana em abril de 2018, no encontro do líder supremo norte-coreano Kim Jong-un com o presidente sul-coreano Moon Jae-in. Na Declaração de Panmunjom, os dois países concordaram em trabalhar para uma reunificação pacífica da Coreia no futuro, com a declaração conjunta do presidente dos Estados Unidos, Donald Trump, e do líder norte-coreano, Kim Jong-un, na Cúpula de Singapura, em junho de 2018.
No entanto, há uma série de obstáculos neste processo, devido às grandes diferenças políticas e econômicas entre os dois países e os atores estatais, tais como a República Popular da China, Rússia, Estados Unidos e o Japão; problemas de curto prazo, como um grande número de refugiados do norte que migram para o Sul e a instabilidade econômicas e políticas iniciais que precisam ser superadas; problemas a longo prazo, tais como diferenças culturais, contrastando as ideologias políticas e a possível discriminação também terá de ser resolvido.
Antes da Primeira Guerra Mundial e da ocupação da Coreia pelo Japão, toda a Coreia era unificada como um único estado durante séculos, conhecida anteriormente como as dinastias Goryeo e Joseon, o último estado unificado foi o Império Coreano. Após a Segunda Guerra Mundial e a partir da Guerra Fria, a Coreia foi dividida em dois países ao longo do paralelo 38 (agora a Zona Desmilitarizada Coreana). A Coreia do Norte foi administrada pela União Soviética nos anos imediatamente seguintes à guerra, com a Coreia do Sul sendo administrada pelos Estados Unidos. Em 1950, a Coreia do Norte invadiu o Sul, iniciando a Guerra da Coreia, que terminou em um impasse em 1953. Desde o fim da Guerra da Coreia, a reunificação tornou-se um desafio maior à medida que os dois países se tornaram cada vez mais divergentes. No entanto, no final de 2010, as relações entre a Coreia do Norte e a Coreia do Sul se aqueceram, começando com a participação da Coreia do Norte nos Jogos Olímpicos de Inverno de 2018 no condado de Pyeongchang, província de Gangwon, Coreia do Sul.

## Divisão

A península coreana primeiro dividida ao longo do paralelo 38, mais tarde ao longo da linha de demarcação

A atual divisão da Península Coreana é o resultado de decisões tomadas no final da Segunda Guerra Mundial. Em 1910, o Império do Japão ocupou a Coreia e governou até sua derrota na Segunda Guerra Mundial. O acordo de independência coreano ocorreu oficialmente em 1º de dezembro de 1943, quando os Estados Unidos, a China e a Grã-Bretanha assinaram a Declaração do Cairo, que declarou: "Os três poderes acima mencionados, atentos à escravização do povo da Coreia, estão determinados que, no devido tempo, a Coreia se tornará livre e independente". Em 1945, as Nações Unidas desenvolveram planos de administração da tutela da Coreia.
A divisão da península em duas zonas de ocupação militar foi acordada - uma zona norte administrada pela União Soviética e uma zona sul administrada pelos Estados Unidos. À meia-noite do dia 10 de agosto de 1945, dois tenentes coronéis do exército selecionaram o paralelo 38 como linha divisória. As tropas japonesas ao norte desta linha se renderiam à União Soviética e as tropas ao sul desta linha se renderiam aos Estados Unidos. Originalmente não era pretendido resultar em uma partição duradoura, mas a política da Guerra Fria resultou no estabelecimento de dois governos separados nas duas zonas em 1948, e o aumento das tensões impediu a cooperação. O desejo de muitos coreanos por uma unificação pacífica foi frustrado quando a Guerra da Coreia começou em 1950. Em junho de 1950, tropas da Coreia do Norte invadiram a Coreia do Sul. Mao Zedong encorajou o confronto com os Estados Unidos e Joseph Stalin relutantemente apoiou a invasão. Depois de três anos de combates que envolveram as forças da Coreia, China e Nações Unidas lideradas pelos EUA, a guerra terminou com um acordo de armistício quase no mesmo limite antes estipulado.

## Pós-Guerra da Coreia

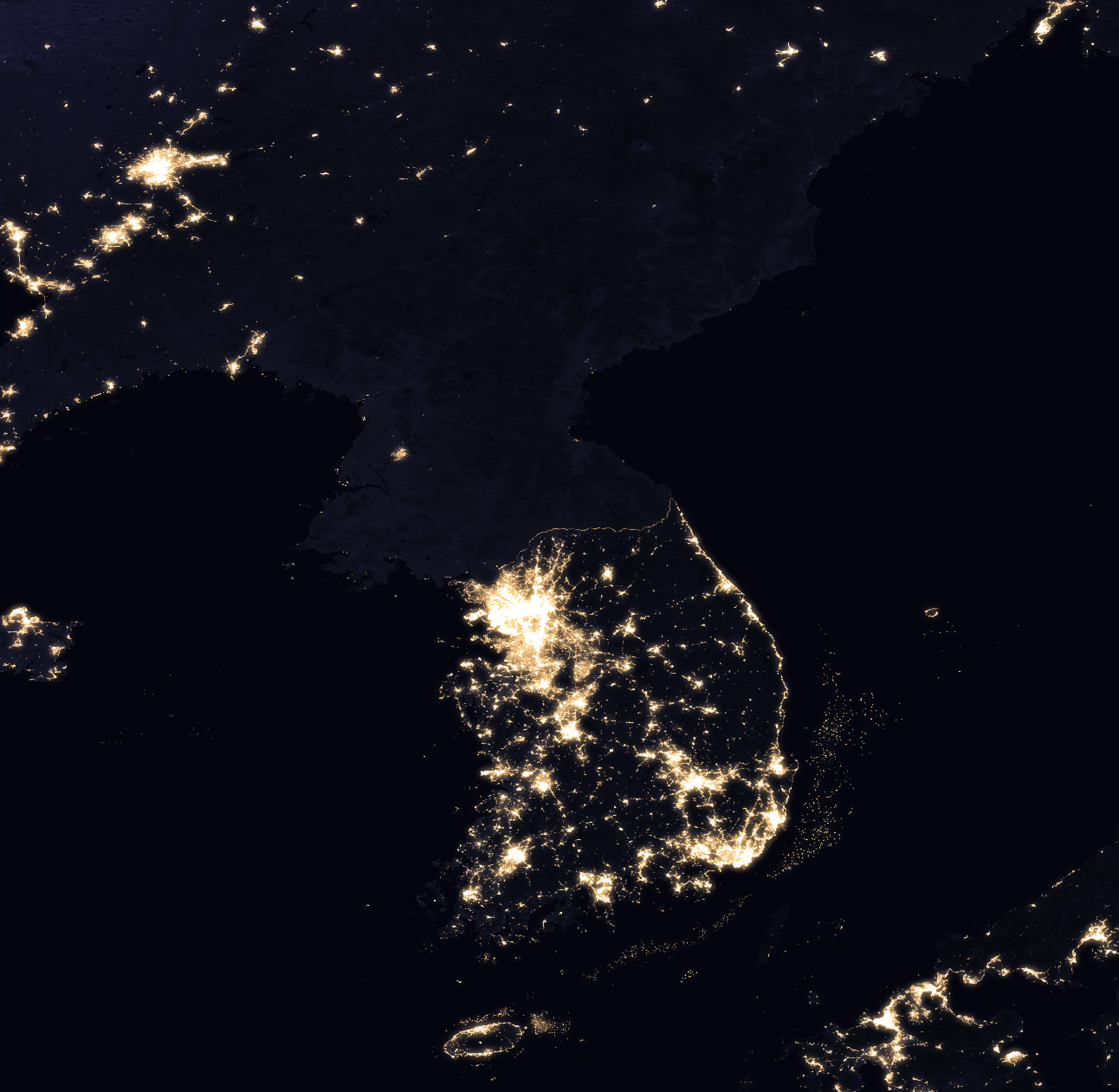
Foto da península coreana tirada do espaço pela NASA em 2016. A imagem claramente mostra a atual disparidade em termos econômicos e tecnológicos entre os dois países, com a Coreia do Sul sendo muito mais desenvolvida que seus vizinhos do Norte.

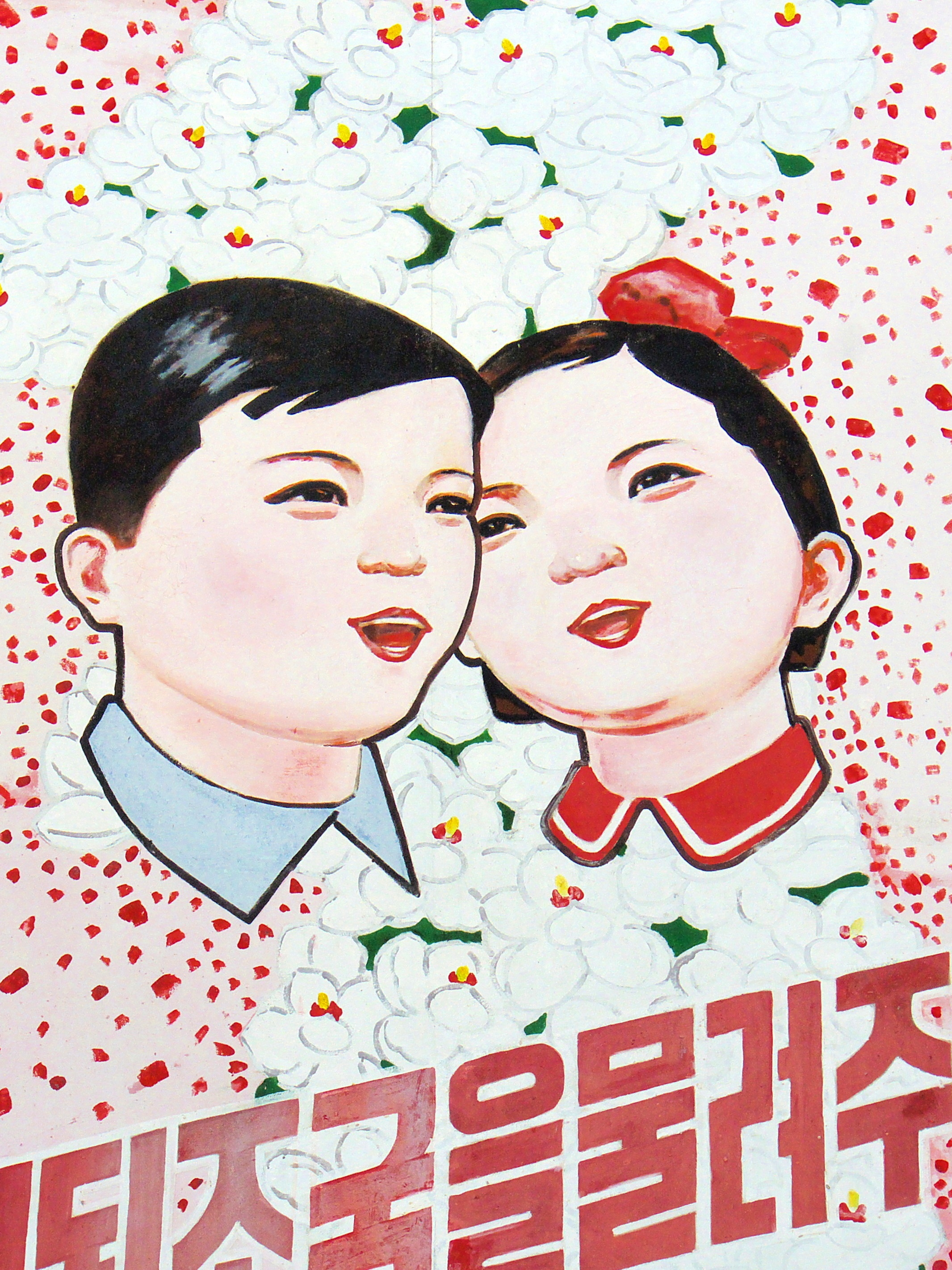
Um cartaz de propaganda da Coreia do Norte que promove a reunificação coreana no futuro próximo, declarando: "Vamos passar um país unido para a próxima geração!". Está localizado no lado norte-coreano da Zona Desmilitarizada Coreana (ZDC).

Apesar de agora serem entidades politicamente separadas, os governos da Coreia do Norte e do Sul proclamaram a eventual restauração da Coreia como um único estado como meta. Após o "Choque Nixon" em 1971, que levou à détente entre os Estados Unidos e a China, em 1972 os governos da Coreia do Norte e do Sul fizeram a "Declaração Conjunta da Coreia do Sul e do Norte", que um representante de cada governo visitou secretamente a capital do outro lado e que ambos os lados haviam concordado com uma Declaração Conjunta Norte-Sul, delineando os passos a serem dados para alcançar uma reunificação pacífica do país:
1. A unificação será realizada por meio de esforços coreanos independentes, sem estar sujeita à imposição de interferência externa.
2. A unificação será alcançada através de meios pacíficos, e não através do uso de força uns contra os outros.
3. Como um povo homogêneo, uma grande unidade nacional deve ser procurada acima de tudo, transcendendo diferenças de ideias, ideologias e sistemas.
4. A fim de aliviar as tensões e fomentar uma atmosfera de confiança mútua entre o Sul e o Norte, os dois lados concordaram em não caluniar ou difamar um ao outro, em não empreender provocações armadas, seja em grande ou pequena escala, e tomar medidas positivas para prevenir incidentes militares inadvertidos.
5. Os dois lados, a fim de restaurar laços nacionais severos, promover o entendimento mútuo e acelerar a unificação pacífica independente, concordaram em realizar várias trocas em muitos campos, como a cultura e a ciência.
6. Os dois lados concordaram em cooperar positivamente entre si para buscar o sucesso antecipado das conversações da Cruz Vermelha Norte-Sul, que estão em andamento com as fervorosas expectativas de todo o povo.
7. Os dois lados, a fim de evitar a eclosão de incidentes militares inesperados e de lidar direta, pronta e precisamente com os problemas que surgem entre o Norte e o Sul, concordaram em instalar uma linha telefônica direta entre Seul e Pyongyang.
8. Os dois lados, a fim de implementar os itens acordados acima, resolver vários problemas existentes entre o Norte e o Sul, e resolver o problema da unificação com base nos princípios acordados para a unificação da Pátria, concordaram em estabelecer e operar um Comitê de Coordenação Norte-Sul, co-presidido pelo Diretor Yi Hurak [representando o Sul] e pelo Diretor Kim Yong-ju [representando o Norte].
9. Os dois lados, firmemente convencidos de que os itens acordados acima mencionados correspondem às aspirações comuns de todo o povo, que estão ansiosos para ver uma unificação inicial da Pátria, comprometem-se solenemente perante todo o povo coreano a cumprir fielmente estes itens acordados.[11]

O acordo delineou as medidas a serem tomadas para alcançar uma reunificação pacífica do país. No entanto, o Comitê de Coordenação Norte-Sul foi dissolvido no ano seguinte, após nenhum progresso ter sido feito para implementar o acordo. Em janeiro de 1989, o fundador da Hyundai, Chung Ju-yung, visitou a Coreia do Norte e promoveu o turismo no Monte Kumgangsan. Depois de uma pausa de doze anos, os primeiros-ministros das duas Coreias se reuniram em Seul em setembro de 1990 para participar das cúpulas inter-coreanas ou das conversações de alto nível. Em dezembro, os dois países chegaram a um acordo sobre questões de reconciliação, não-agressão, cooperação e intercâmbio entre o Norte e o Sul no "Acordo para a reconciliação, a não agressão, o comércio e a cooperação", mas essas conversações entraram em colapso com a inspeção de instalações nucleares. Em 1994, após a visita do ex-presidente dos EUA Jimmy Carter a Pyongyang, os líderes das duas Coreias concordaram em se encontrar, mas a reunião foi impedida pela morte de Kim Il-sung em julho.
Em junho de 2000, a Coreia do Norte e do Sul assinaram a Declaração Conjunta Norte-Sul de 15 de junho, em que ambos os lados prometeram buscar uma reunificação pacífica:
1. O Norte e o Sul concordaram em resolver a questão da reunificação do país de forma independente e através dos esforços conjuntos da nação coreana responsável por ela.
2. O Norte e o Sul, reconhecendo que a federação de baixo nível proposta pelo Norte e o sistema de commonwealth proposto pelo Sul para a reunificação do país têm similaridade, concordaram em trabalhar juntos para a reunificação nesse sentido no futuro.
3. O Norte e o Sul concordaram em resolver questões humanitárias (como a fome norte-coreana) o mais cedo possível, incluindo o reencontro de familiares e parentes separados e a questão de prisioneiros de longo prazo, para marcar 15 de agosto deste ano.
4. O Norte e o Sul concordaram em promover o desenvolvimento equilibrado da economia nacional através da cooperação econômica e construir a confiança mútua, ativando a cooperação e o intercâmbio em todos os campos: social, cultural, esportes, saúde pública, ambiental e assim por diante.
5. O Norte e o Sul concordaram em manter um diálogo entre autoridades o mais rápido possível para colocar os pontos acordados acima com rapidez.

Uma equipe coreana unificada marchou nas cerimônias de abertura das Olimpíadas de 2000, 2004 e 2006, mas as equipes nacionais norte e sul coreanas competiram separadamente. Havia planos para uma equipe verdadeiramente unificada nas Olimpíadas de 2008, mas os dois países não conseguiram chegar a um acordo sobre os detalhes de sua implementação. No Campeonato Mundial de Tênis de Mesa de 1991 em Chiba, no Japão, os dois países formaram uma equipe unificada. Uma equipe feminina de hóquei no gelo da Coreia Unificado competiu sob uma designação separada de código de país (COR) do COI nos Jogos Olímpicos de Inverno de 2018; em todos os outros esportes, havia uma equipe separada da Coreia do Norte e uma equipe separada da Coreia do Sul.

## Situação atual

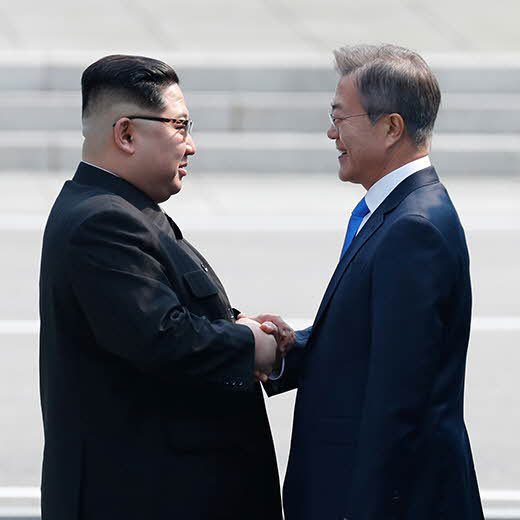
Encontro entre o presidente sul-coreano Moon Jae-in e o líder norte-coreano Kim Jong-un em 2018.

A natureza da unificação através do colapso norte-coreano ou a integração gradual do Norte e do Sul ainda é um tópico de intenso de debate político e até conflito entre as partes interessadas, que incluem tanto a Coreia quanto outros países como China, Japão, Rússia e Estados Unidos. As relações entre as duas Coreias foram tensas nos últimos anos, com ações provocativas tomadas sob o governo de Kim Jong-il (como a suspeita de torpedear a embarcação sul-coreana ROKS Cheonan e o bombardeio da ilha de Yeonpyeong) e de seu filho Kim Jong-un (como o lançamento de foguetes em abril e em dezembro de 2012 e o terceiro teste nuclear da Coreia do Norte). A súbita ascensão de Kim Jong-un e a limitada experiência de governo também alimentaram temores sobre as lutas de poder entre as diferentes facções que levam à futura instabilidade na península coreana.
A reunificação continua sendo uma meta de longo prazo para os governos da Coreia do Norte e do Sul. O líder norte-coreano Kim Jong-un fez apelos em seu discurso do Dia de Ano Novo de 2012 para "remover o confronto" entre os dois países e implementar acordos conjuntos anteriores para uma maior cooperação econômica e política. O Ministério da Unificação da Coreia do Sul redobrou seus esforços em 2011 e 2012 para aumentar a conscientização sobre a questão, lançando um programa de variedades (Miracle Audition) e uma transmissão sitcom com temas pró-unificação. O Ministério já promove currículo no ensino fundamental, como um livro didático sobre a Coreia do Norte, intitulado "Nós somos Um", e projetos de artes e ofícios com tema de reunificação.
No discurso de Ano Novo de Kim Jong-Un de 2018, uma reunificação liderada pela Coreia foi repetidamente mencionada e uma proposta inesperada foi feita para a participação do Norte nos Jogos Olímpicos de Inverno de 2018 que ocorreram no condado de Pyeongchang, na Coreia do Sul, uma mudança significativa após vários anos de aumento de hostilidades. Reuniões subsequentes entre o Norte e o Sul levaram ao anúncio de que as duas Coreias iriam marchar juntas com uma bandeira unificada na Cerimônia de Abertura dos Jogos Olímpicos e formar uma equipe unificada de hóquei no gelo, com um total de 22 atletas norte-coreanos participando de várias outras competições incluindo patinação artística, patinação de velocidade em pista curta, esqui cross-country e esqui alpino.
Em abril de 2018, em uma cúpula em Panmunjom, Kim Jong-un e Moon Jae-in assinaram um acordo comprometendo-se a selar a paz entre as duas Coreias até o final do ano. Os dois líderes também cruzaram simbolicamente as fronteiras um do outro, marcando a primeira vez que um presidente sul-coreano cruza a fronteira norte e vice-versa. Kim afirmou que o Norte iniciará um processo de desnuclearização, que é apoiado pelo presidente dos EUA, Donald Trump.
No início de 2024, Kim Jong-un adotou uma postura mais agressiva em relação a reunificação."O apelo de Kim durante um discurso em uma reunião da Assembleia Popular Suprema em Pyongyang foi a mais recente de uma série de declarações belicosas do líder norte-coreano, incluindo uma declaração feita no Ano Novo de que o norte estava colocando um fim a uma política de busca de reconciliação com a Coreia do Sul" (Lendon & Bae, 2024).
Durante o meio-dia, fuso horário de Seul, no dia 15 de outubro de 2024, a Coreia do Norte explodiu trechos(no lado norte-coreano) das duas principais estradas que ligam as Coreias Norte-Sul. "A Coreia do Norte detonou partes das estradas de Gyeongui e Donghae ao norte da Linha de Demarcação Militar", indicou o comando militar sul-coreano. Embora as estradas estejam fechadas há anos, esse ato simboliza uma hostilidade em relação às negociações de paz e reconciliação entre as Coreias. Nos últimos anos, a Coreia do Norte já vêm adotando medidas desse tipo, destruindo símbolos de reunificação e fazendo declarações hostis ao Sul.

## Oposição
O apoio à reunificação na Coreia do Sul vem caindo, especialmente entre as gerações mais jovens. Na década de 1990 a fração de pessoas em pesquisas governamentais que consideravam a reunificação essencial era superior a 80%. Em 2011, esse número caiu para 56%. As gerações mais velhas costumam apoiar mais a reunificação.
Segundo uma pesquisa divulgada em dezembro de 2017 pelo Instituto Coreano para a Unificação Nacional, 72,1% dos sul-coreanos na faixa dos 20 anos acreditam que a reunificação é desnecessária, dizendo que questões relacionadas à economia, emprego e custos de vida poderiam piorar com uma possível reunificação.
As pesquisas mostram que a maioria dos sul-coreanos, mesmo aqueles em grupos de idade tradicionalmente vistos como mais ansiosos para reunificar a península, não estão dispostos a ver sua condição de vida sofrer para acomodar o Norte. Além disso, cerca de 50% dos homens na faixa dos 20 anos veem a Coreia do Norte como um inimigo direto com o qual eles não tem nada a ver. Isso porque no exército sul-coreano a Coreia do Norte é tratada como um inimigo.
Alguns estudiosos, como Paul Roderick Gregory, sugeriram que um completo abandono da reunificação coreana pode ser necessário, em troca do Norte desmantelar seu programa de armas nucleares e terminar permanentemente a Guerra da Coreia com um tratado de paz.

## Estratégias de reunificação

### Política do Sol
Introduzida pelo Partido Democrático do Milênio da Coreia do Sul sob a presidência de Kim Dae-jung, como parte de uma campanha para "buscar ativamente a reconciliação e a cooperação" com a Coreia do Norte, a Política do Sol foi criada para criar condições de assistência econômica e cooperação para a reunificação, em vez de sanções e ameaças militares. O plano foi dividido em três partes: aumento da cooperação através de organizações inter-coreanas (mantendo sistemas separados no Norte e no Sul), unificação nacional com dois governos regionais autônomos e, finalmente, a criação de um governo central nacional. Em 1998, Kim aprovou grandes remessas de ajuda alimentar para o governo norte-coreano, suspendeu os limites dos negócios entre empresas norte-coreanas e sul-coreanas e até pediu a suspensão do embargo econômico norte-americano contra o norte. Em junho de 2000, os líderes das Coreias do Norte e do Sul se reuniram em Pyongyang e apertaram as mãos pela primeira vez desde a divisão da Coreia.
Apesar da continuação da Política do Sol sob o governo Roh, foi finalmente declarado um fracasso pelo Ministério da Unificação da Coreia do Sul em novembro de 2010 devido a questões do programa de armas nucleares da Coreia do Norte, impedindo futuras negociações e novas relações entre as duas Coreias.

#### Oponentes
Os oponentes da Política do Sol argumentam que o diálogo e o comércio com a Coreia do Norte não fizeram nada para melhorar as perspectivas de reunificação pacífica, apesar da transferência de grandes fundos para o governo norte-coreano pelo presidente Kim Dae-jung, só permitiu que o governo norte-coreano retivesse seu poder. Outros acreditam que a Coreia do Sul deve permanecer preparada para o caso de um ataque norte-coreano. Defensores da política linha-dura também argumentam que o isolamento contínuo e maximizado do Norte levará ao colapso do país, após o qual o território poderá ser absorvido pela força na República da Coreia.
Em novembro de 2000, o presidente Bill Clinton queria visitar Pyongyang. No entanto, a visita pretendida nunca aconteceu, devido à controvérsia em torno dos resultados das Eleições Presidenciais dos EUA de 2000. Por volta de abril ou maio de 2001, Kim Dae-jung esperava receber Kim Jong-il em Seul. Retornando de sua reunião em Washington D.C. com o recém-eleito presidente Bush, Kim Dae-jung descreveu seu encontro como embaraçoso enquanto criticava em particular o presidente Bush e sua abordagem linha-dura. Esta reunião negou qualquer chance de uma visita norte-coreana à Coreia do Sul. Com o governo Bush rotulando a Coreia do Norte como sendo parte do "eixo do mal", a Coreia do Norte renunciou ao tratado de não-proliferação, expulsou inspetores da ONU e reiniciou seu programa nuclear. No início de 2005, o governo norte-coreano confirmou que o país havia se tornado um estado armado com armas nucleares.

### Imposto de reunificação
Em 1º de janeiro de 2011, um grupo de doze legisladores dos partidos da decisão e da oposição apresentou um projeto de lei na Assembleia Nacional da Coreia do Sul para permitir o estabelecimento de uma "taxa de unificação". O projeto exigia que as empresas pagassem 0,05 por cento do imposto corporativo, que indivíduos pagassem 5 por cento dos impostos sobre heranças ou doações, e tanto indivíduos quanto empresas pagassem dois por cento de seu imposto de renda para o custo da unificação. O projeto de lei iniciou um debate legislativo sobre medidas práticas para se preparar para a unificação, como proposto pelo Presidente Lee Myung-bak em seu discurso do Dia da Libertação no ano anterior. A proposta de um imposto de unificação não foi muito bem recebida na época. Lee, desde então, reiterou as preocupações quanto à iminência da unificação, o que, combinado com o comportamento norte-coreano, levou a proposta tributária a obter maior aceitação. Medidas práticas para se preparar para a unificação estão se tornando um aspecto cada vez mais frequente do debate político, à medida que aumenta a preocupação com a unificação iminente e abrupta.

### Comunidade Económica Coreana
Tem sido sugerido que a formação de uma Comunidade Económica da Coreia poderia ser uma maneira de facilitar a unificação da península coreana. Lee Myung-bak, partindo da tradicional posição linha dura do Partido Saenuri, delineou um abrangente pacote diplomático sobre a Coreia do Norte que inclui a criação de um órgão consultivo para discutir projetos económicos entre as duas Coreias. Ele propôs buscar um acordo da comunidade económica coreana para fornecer a base legal e sistêmica para quaisquer projetos acordados no corpo.

### República Federal do Koryo
A política da Coreia do Norte é buscar a reunificação sem o que vê como interferência externa, por meio de uma estrutura federal que retenha a liderança e os sistemas de cada lado. Em 1973, propôs formar uma República Federal do Koryo que representaria o povo coreano na ONU.  O Presidente norte-coreano, Kim Il-sung, elaborou o proposto estado (então chamado de República Federal Democrática de Koryo) em 10 de outubro de 1980, no Relatório ao Sexto Congresso do Partido dos Trabalhadores da Coreia sobre o Trabalho do Comitê Central Kim propôs uma federação entre a Coreia do Norte e a Coreia do Sul, na qual seus respectivos sistemas políticos permaneceriam inicialmente.

## Comparações
A reunificação hipotética da Coreia é frequentemente comparada a outros países que dividiram governos e se reuniram, incluindo a Alemanha e o Vietnã. Como as Coreias, cada um desses países divididos tinham um governo comunista alinhado com a URSS ou a China e um governo democrático alinhado pelos EUA/OTAN. A Alemanha tinha a República Democrática Alemã comunista na Alemanha Oriental e a República Federal da Alemanha democrática na Alemanha Ocidental, e o Vietnã tinha a República Democrática do Vietnã comunista no Vietnã do Norte e a República do Vietname capitalista no Vietnã do Sul.

### Alemanha

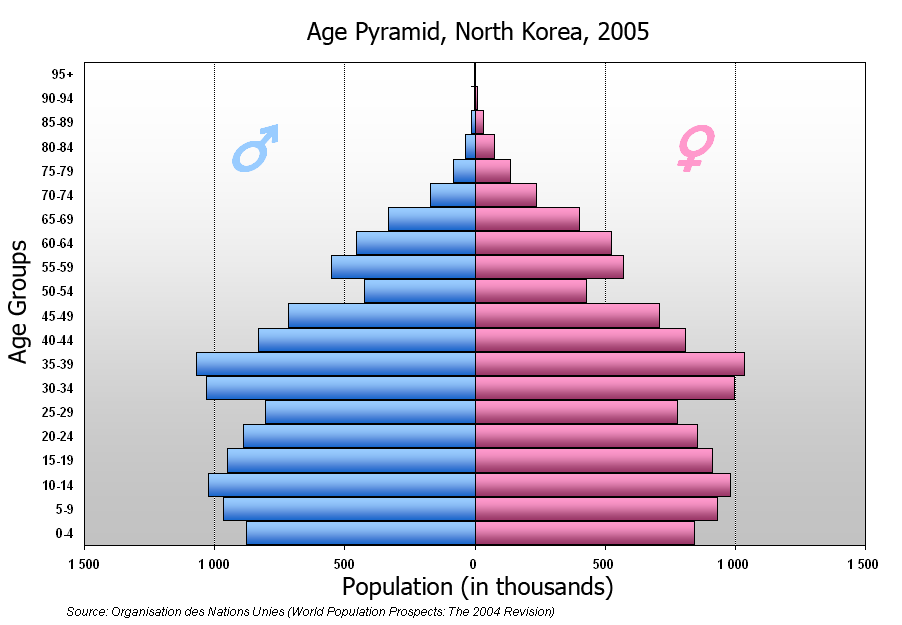
Pirâmide etária da Coreia do Norte.

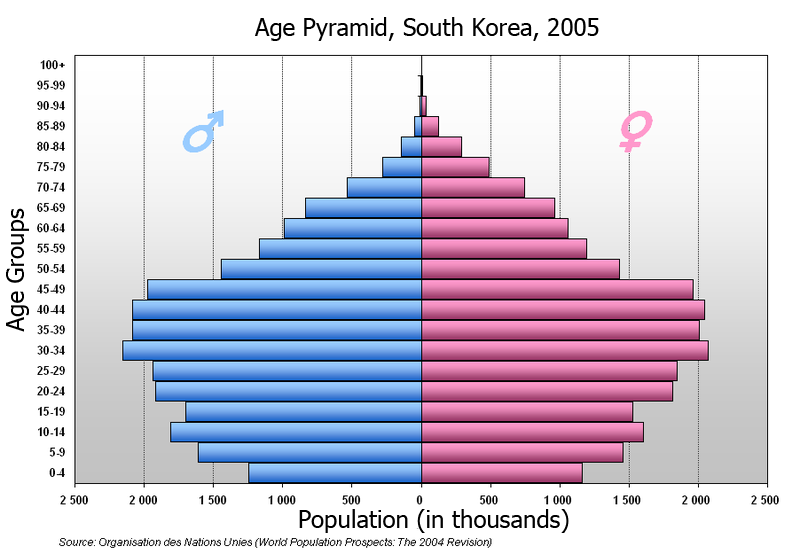
Pirâmide etária da Coreia do Sul.

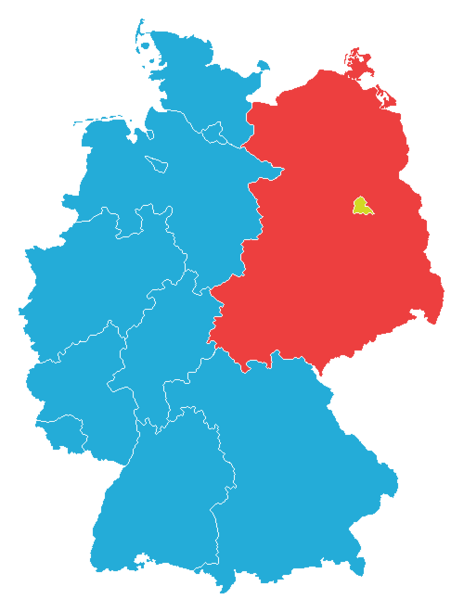
Mapa mostrando a divisão da Alemanha entre Oriente e Ocidente até 1990, com Berlim Ocidental em amarelo.

Embora a situação da Coreia do Sul e do Norte possa parecer comparável à Alemanha Oriental e Ocidental, outro país dividido pela política da Guerra Fria, há algumas diferenças notáveis. A Alemanha não teve uma guerra civil que resultou em milhões de baixas. Os dois lados da Alemanha mantiveram uma relação de trabalho depois da guerra, esses laços eram muito mais fortes e se estabeleceram ao longo de décadas. O relacionamento das duas Coreias foi mais amargo.:509 As divergências são bem mais fortes: a economia alemã-ocidental era 4 vezes maior que a oriental, no caso das duas Coreias a relação é de 1 para 60.
Nas atuais circunstâncias, é impossível aplicar o modelo alemão aos países irmãos asiáticos. Além disso, na Ásia Oriental não existe uma instância como a Organização para a Segurança e Cooperação na Europa (OSCE), capaz de guiar a um consenso os interesses em colisão e de contribuir para a unificação de ambas as partes da península coreana, diz Han Un-suk, do Instituto Ásia-Oriente da Universidade de Tübingen. Han aponta mais uma diferença em relação à Alemanha: devido à guerra entre as duas Coreias, de 1950 a 1953, os conflitos ideológicos são excessivamente marcantes, tanto entre o Norte e o Sul quando no interior da sociedade sul-coreana.

#### Cultura
As culturas das duas metades separaram-se após a divisão, embora a cultura e as histórias tradicionais coreanas sejam compartilhadas. Além disso, muitas famílias foram divididas pela divisão da Coreia. Na situação praticamente comparável da reunificação alemã, a separação de 41 anos deixou impactos significativos na cultura e na sociedade alemãs, mesmo depois de quase três décadas. Dadas as diferenças extremas da cultura e estilo de vida do Norte e do Sul da Coreia, os efeitos podem durar ainda mais. Muitos especialistas sugeriram que as diferenças entre "ocidentais" e "orientais" (em alemão: die mauer im Kopf, tradução literal: "a parede na cabeça") irão gradualmente dissipar-se à medida que as gerações mais novas surgirem, nascidas após a reunificação e vendo uma migração crescente entre a Alemanha oriental e ocidental. Portanto, é altamente provável que os jovens coreanos tenham um papel importante na integração cultural após uma hipotética reunificação coreana.
A população norte-coreana é muito mais culturalmente distinta e isolada do que a população da Alemanha Oriental no final da década de 1980. Ao contrário da Alemanha Oriental, os norte-coreanos geralmente não podem receber transmissões estrangeiras ou ler publicações estrangeiras. A  Alemanha ficou dividida por 44 anos e não teve confrontos fronteiriços entre os dois lados. Em comparação, as Coreias foram divididas por mais de 60 anos, e as hostilidades surgiram com frequência ao longo dos anos e têm se tornado mais frequentes desde a ascensão de Kim Jong-un como líder supremo da Coreia do Norte. A crença nacionalista étnica coreana de que a unificação é uma meta "sagrada e universalmente desejada" para recuperar uma homogeneidade étnica (tongjilsŏng) obscurece as diferenças Norte-Sul desenvolvidas desde 1945 e corre o risco de intolerância à acomodação cultural necessária a uma política coreana unificada.

#### Economia
A reunificação coreana seria diferente do precedente da reunificação alemã. Em termos relativos, a economia da Coreia do Norte está atualmente em situação muito pior do que a da Alemanha Oriental em 1990.  A renda per capita (PPC) era de cerca de 3:1 na Alemanha (US$ 25,000 para o Ocidente, cerca de US$ 8,500 para o Leste). O rácio é de cerca de 22:1 na Coreia (em 2015: US$ 37,600 para o Sul, US $ 1,700 para o Norte). Enquanto no momento da reunificação alemã a população da Alemanha Oriental (cerca de 17 milhões) era cerca de um terço da Alemanha Ocidental (mais de 60 milhões), a população norte-coreana (cerca de 25 milhões) é atualmente cerca de metade da Coreia do Sul (cerca de 51 milhões).
Em setembro de 2009, o Goldman Sachs publicou seu 188º Global Economics Paper intitulado "Uma Coreia Unida?", que destacou em detalhes o potencial poder econômico de uma Coreia unida, que ultrapassará todos os atuais países do G7, exceto os Estados Unidos; incluindo Japão, Reino Unido, Alemanha e França dentro de 30 a 40 anos de reunificação, estimando que o PIB ultrapasse US$ 6 trilhões até 2050. A mão de obra jovem e qualificada e grande quantidade de recursos naturais do Norte combinados com tecnologia avançada, infraestrutura e grande quantidade de capital do Sul, bem como a localização estratégica da Coreia conectando três potências econômicas, provavelmente criarão uma economia maior do que alguns do G7. Segundo algumas opiniões, uma Coreia reunida poderia ocorrer antes de 2050. Se ocorresse, a reunificação coreana aumentaria imediatamente a população do país para mais de 70 milhões.
|                                | Coreia Unida    | Coreia do Sul   | Coreia do Norte |
| ------------------------------ | --------------- | --------------- | --------------- |
| PIB em USD                     | $6.056 trilhões | $4.073 trilhões | $1.982 trilhões |
| PIB per capita                 | $86,000         | $96,000         | $70,000         |
| Crescimento do PIB (2015–2050) | 4.8%            | 3.9%            | 11.4%           |
| População total                | 78 milhões      | 50 milhões      | 28 milhões      |

### Vietnã

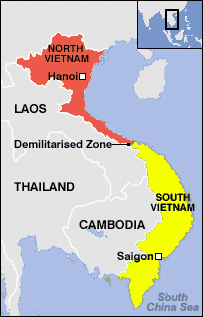
Mapa mostrando a divisão do Vietnã em 1954.

A divisão entre a Coreia do Norte e a Coreia do Sul pode ser vista como mais comparável ao Vietnã do Norte e do Sul, que também foram divididos de uma potência colonial (França) após a independência depois da Segunda Guerra Mundial e depois da ocupação pelo Japão. Ao contrário da Guerra da Coreia, a Guerra do Vietnã durou um período muito mais longo e se espalhou para os países vizinhos do Laos e do Camboja. O fim da guerra fez com que os três países assumissem o controle dos movimentos independentistas de orientação comunista, com a China e a União Soviética competindo por influência. As relações entre o Vietnã do Norte e do Sul também foram amargas, com o Vietnã do Norte sendo amplamente isolado e não reconhecido, exceto por outros estados comunistas, similarmente à Coreia do Norte.

#### Cultura
Da mesma forma que a Alemanha e a Coreia, a separação entre o norte e o sul do Vietnã também deixou diferenças culturais significativas que continuam até hoje. Além disso, as diferenças culturais entre as duas partes do Vietnã também existiam antes da divisão do país.
A população norte-vietnamita era semelhante à população norte-coreana, na medida em que a difusão estrangeira ou publicações eram proibidas no país. Em contraste, a população do Vietnã do Sul viu uma crescente classe média que se tornou cada vez mais globalizada, mantendo algumas das tendências culturais e sociais francesas do período colonial e cada vez mais influenciada pelas tendências culturais americanas.

#### Economia
No caso da reunificação coreana, uma "inundação" de norte-coreanos para uma Coreia do Sul muito mais desenvolvida pode fazer com que a economia do país sofra um pesado fardo que custará mais de US$ 1 trilhão, possivelmente criando um período de colapso econômico ou estagnação.

## Status internacional

### China
Em 1984, a Beijing Review forneceu a opinião da China sobre a unificação coreana: "Com relação à situação na península coreana, a posição da China é clara: está bem atrás da proposta da República Popular Democrática da Coreia para negociações tripartidas (entre as duas Coreias e os Estados Unidos) para buscar uma reunificação pacífica e independente da Coreia na forma de uma confederação, livre de interferências externas. A China acredita que este é o caminho mais seguro para reduzir a tensão na península."
O atual relacionamento da China com a Coreia do Norte e a posição em uma Coreia unificada é visto como dependente de várias questões. Uma Coreia unificada poderia impedir que o programa de armas nucleares da Coreia do Norte desestabilizasse o Leste Asiático, assim como o governo chinês. Os vazamentos diplomáticos dos Estados Unidos de 2010 mencionaram duas autoridades chinesas não identificadas dizendo ao vice-chanceler sul-coreano que a nova geração de líderes chineses acreditava cada vez mais que a Coreia deveria ser reunificada sob o domínio sul-coreano, desde que não fosse hostil à China. O relatório também afirmou que altos funcionários e o público em geral na China estavam ficando cada vez mais frustrados com o Norte da península agindo como uma "criança mimada", seguindo seus repetidos testes de mísseis e nucleares, vistos como um gesto de desafio não só ao Ocidente, mas também para a China. A revista de negócios Caixin informou que a Coreia do Norte respondia por 40% do orçamento de ajuda externa da China e exigia 50.000 toneladas de petróleo por mês como país-tampão contra o Japão, Coreia do Sul e Estados Unidos, com os quais o comércio e o investimento valem bilhões. A Coreia do Norte é vista na China como cara e internacionalmente embaraçosa para apoiar.
No entanto, o colapso do regime norte-coreano e a unificação por Seul também apresentariam uma série de problemas para a China. Um colapso súbito e violento pode causar um êxodo em massa de norte-coreanos fugindo ou combatendo a pobreza na China, causando uma crise humanitária que pode desestabilizar o nordeste da China. O movimento de soldados sul-coreanos e norte-americanos para o norte poderia resultar em sua permanência temporária ou permanente na fronteira da China, vista como uma ameaça potencial à soberania chinesa e uma imposição de uma política de contenção da China. Uma Coreia unificada poderia também aumentar as disputas territoriais com a China e poderia inflamar o nacionalismo entre os coreanos na China.
Alguns afirmaram a existência de planos de contingência para a China intervir em situações de grande turbulência na Coreia do Norte (com o Projeto Nordeste da Academia Chinesa de Ciências Sociais sobre a identidade chinesa do reino de Goguryeo potencialmente usado para justificar a intervenção ou mesmo a anexação).

### União Soviética e Rússia

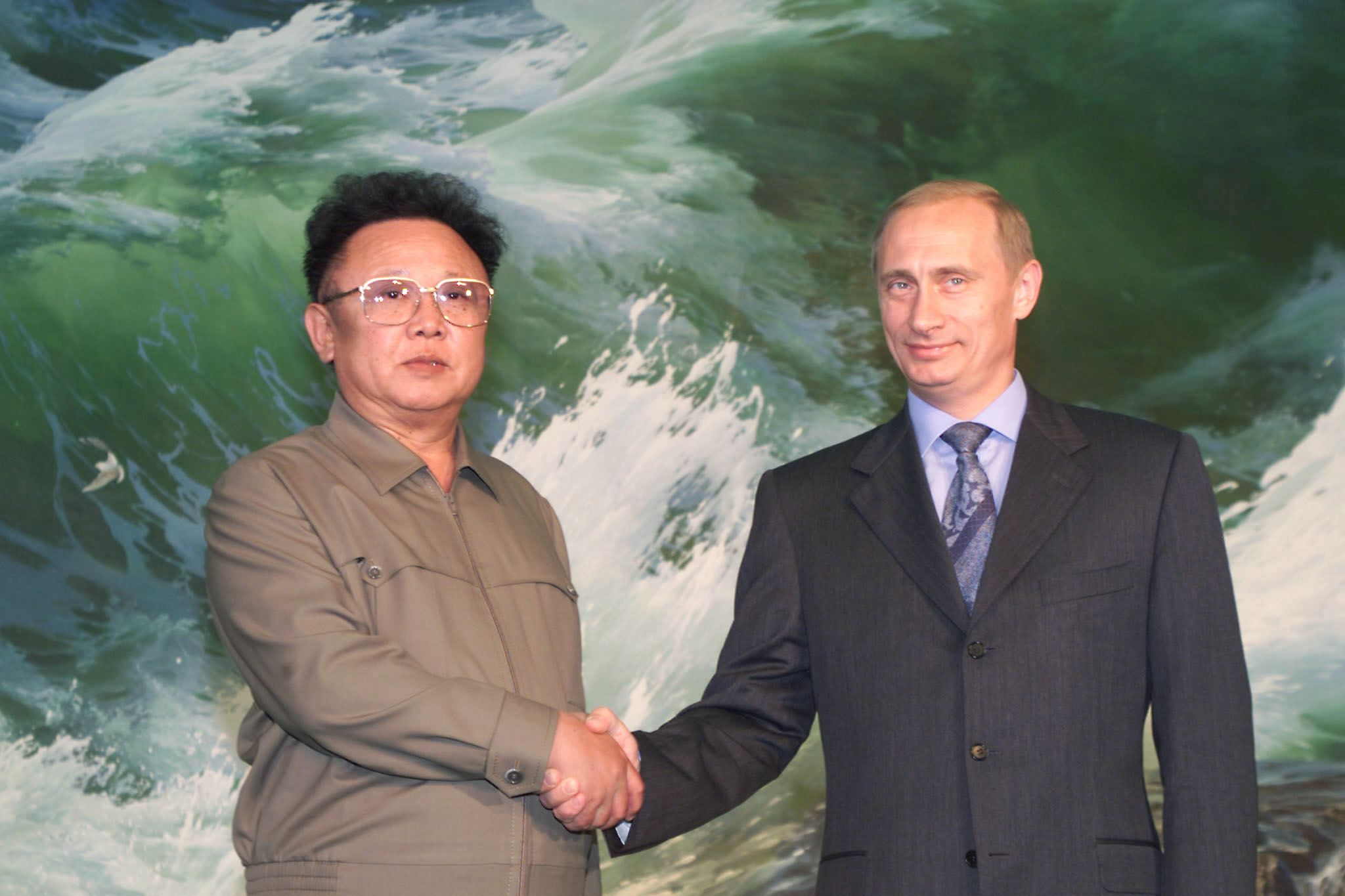
Kim Jong-il e Vladimir Putin em Pyongyang, nos anos 2000.

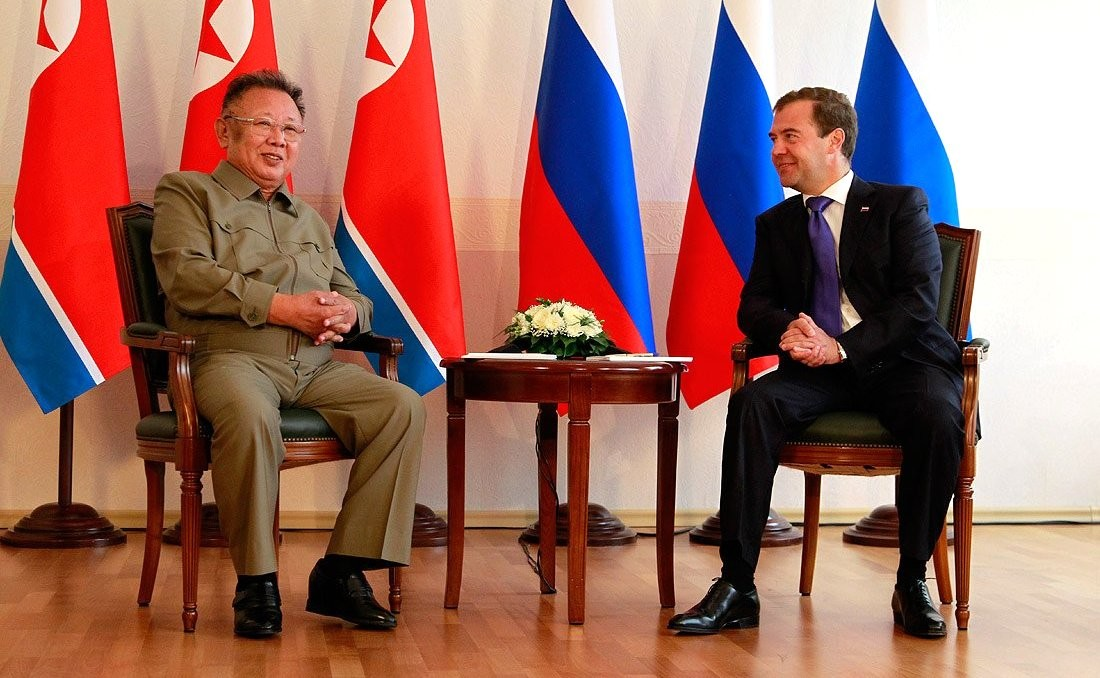
Kim Jong-il com o ex-presidente russo Dmitry Medvedev em Sosnovy Bor, 2011.

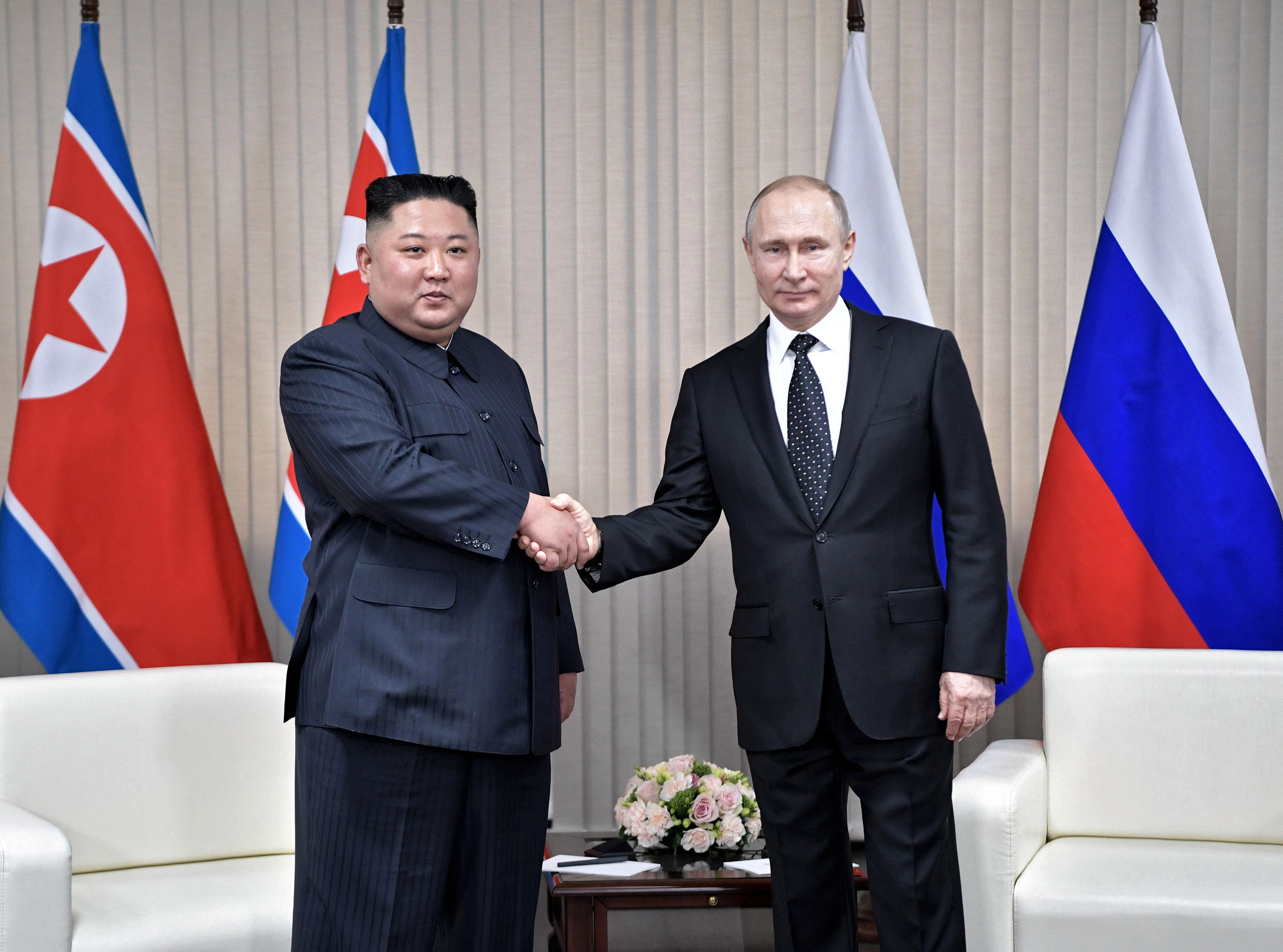
Kim Jong-un e Vladimir Putin durante o encontro em Vladivostok.

A Rússia teria um papel importante no processo de unificação coreano.
O governo da União Soviética deu muito apoio à Coreia do Norte durante a Guerra Fria. A Coreia do Norte já esteve sob o domínio da Administração Civil Soviética de 1945 a 1948. No entanto, o governo soviético sob o poder de Gorbachev começou a reduzir a ajuda ao Norte depois de 1985 a favor da reconciliação com a Coreia do Sul. Após a dissolução da União Soviética, o novo governo russo sob o poder de Boris Yeltsin recusou-se a apoiar a Coreia do Norte, preferindo a Coreia do Sul.
A primeira reunião entre a Coreia do Norte e a Rússia foi em 1996, liderada pelo vice-primeiro-ministro Vitali Ignatenko. Durante a visita, os dois países concordaram em restaurar a cooperação comercial e econômica bilateral. Os dois lados também concordaram em restaurar as comissões intergovernamentais bilaterais e estabelecer organismos de trabalho entre a Coreia do Norte e a província do Extremo Oriente da Rússia para a cooperação bilateral em ciência, tecnologia, silvicultura, indústria leve e transporte.
Como uma grande potência em torno da Coreia, a Rússia tem um interesse inerente
no processo de paz e unificação da Coreia. Depois que Vladimir Putin chegou ao poder em 2000, a Rússia se aproximou mais da Coreia do Norte e iniciou um relacionamento equilibrado com as duas Coreias. Os políticos russos acreditam que a liderança norte-coreana está genuinamente interessada em reformas, mas a sensação paranóica de insegurança e isolamento combinada com a crescente pressão internacional forçou a Coreia do Norte a recuar. Atualmente, a Coreia do Norte mostra ter aumentado a confiança, com a realização de encontros com outros líderes mundiais e com o acordo de desnuclearização norte-coreano. Georgy Toloraya do Ministério das Relações Exteriores da Rússia, afirma que o fornecimento de segurança à Coreia do Norte é o atalho para a paz e segurança na península coreana:

"...ajudar a Coreia do Norte a sobreviver e fornecer garantias de segurança e o nível mínimo de subsistência para sua população é a chave para a estabilidade na Coreia. Uma Coreia do Norte segura e autoconfiante, não encurralada e desesperada, é um parceiro de diálogo mais fiável e é uma condição mínima para o progresso socioeconómico desta sociedade fechada. No longo prazo, uma Coreia do Norte segura de seu futuro levaria a mais previsibilidade, sustentado o diálogo intercoreano e a eventual reconciliação com base na coexistência pacífica como uma etapa preparatória para a reunificação."— Georgy Toloraya
Os líderes russos favorecem um processo gradual para a unificação coreana. Seus argumentos incluem: as duas Coreias deveriam buscar uma coexistência pacífica de longo prazo antes de alcançar a unificação; A Coreia do Sul ou os EUA não devem tentar mudar o comportamento da Coreia do Norte ou buscar o colapso da Coreia do Norte; A unificação coreana deve ser alcançada por meios pacíficos; e as duas Coreias deveriam negociar a unificação pacífica em pé de igualdade. A Rússia está disposta a contribuir para o processo de paz da Coreia de três maneiras: como uma corretora e mediadora honesta entre as duas Coreias; através de um diálogo multilateral sobre segurança e através de projetos econômicos trilaterais (as duas Coreias e a Rússia).
Em 25 de abril de 2019 ocorreu a primeira cúpula entre o presidente Vladimir Putin e o líder norte-coreano Kim Jong-un (um encontro que muitos vêem como uma resposta ao fracasso da cúpula entre Trump e Kim; Kim diz que os EUA agiram de "má fé" durante a cúpula em Hanói). Durante o encontro Vladimir Putin disse que a Coreia do Norte está pronta a avançar para a desnuclearização, mas precisa de sérias garantias de segurança para o fazer. Putin também afirmou que "não há segredos" ou "conspirações" com os Estados Unidos sobre as conversas que manteve durante o encontro com o líder norte-coreano sobre a desnuclearização da península coreana, sublinhando que Moscou e Washington partilham o interesse no desarmamento da Coreia do Norte. Putin assegurou que "não há alternativa" a uma solução pacífica na questão nuclear na península coreana, e mostrou-se disposto a uma maior cooperação para reduzir as tensões entre a Coreia do Norte e a Coreia do Sul.
"O presidente Kim Jong Un é uma pessoa bastante aberta, ele fala francamente sobre todos os assuntos da agenda — relações bilaterais, sanções, as Nações Unidas, suas relações [de Pyongyang] com os Estados Unidos, e é claro, sobre o tópico mais importante, a desnuclearização da península coreana ", disse Putin aos jornalistas.
Segundo os relatos, durante a reunião bilateral, Kim e Putin concordaram em adotar medidas para elevar as relações comerciais e econômicas entre a Rússia e a Corea do Norte a um novo nível.
Em reação à cúpula Donald Trump disse que "vê progresso com a Coreia do Norte" e agradeceu a Rússia e China pela ajuda com Coreia do Norte.
Kim Jong-un convidou Vladimir Putin para visitar Coreia do Norte, Putin teria "aceitado prontamente" o convite, noticia a KCNA. O encontro terminou sem qualquer acordo.

### Estados Unidos

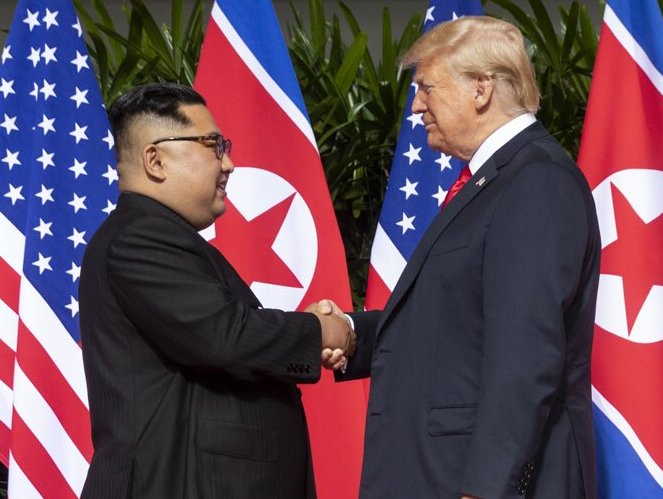
Kim Jong-un e Donald Trump durante a Cúpula entre Estados Unidos e Coreia do Norte em 2018.

Os Estados Unidos apoiam oficialmente a reunificação coreana sob um governo democrático. Mike Mansfield propôs que a Coreia fosse neutralizada sob um acordo de grande poder, acompanhado pela retirada de todas as tropas estrangeiras e a descontinuação de tratados de segurança com os grandes fiadores de poder do Norte e do Sul.
Na década de 1990, apesar das questões que envolvem os polêmicos exercícios militares conjuntos do Team Spirit entre EUA e Coreia do Sul, o governo Clinton ainda conseguiu ajudar a reverter a situação em relação à paz com a Coreia do Norte por meio do apoio de Jimmy Carter. Prometeu reatores de água leve em troca da disponibilidade da Coreia do Norte para inspeção de suas instalações e outras concessões. A Coreia do Norte reagiu positivamente, apesar de culpar os Estados Unidos como o agressor original na Guerra da Coreia. Houve tentativas de normalizar as relações com o Japão, bem como com os Estados Unidos, com o presidente sul-coreano Kim Dae-jung em apoio aberto. A Coreia do Norte, na verdade, favoreceu a posição das forças armadas dos Estados Unidos nas linhas de frente, porque ajudou a evitar a eclosão de uma guerra. Eventualmente, a ajuda e o petróleo foram fornecidos, e até mesmo a cooperação com empresas de negócios sul-coreanas. No entanto, um dos temores remanescentes foi a Coreia do Norte, com seus necessários depósitos de urânio, com potencial para atingir um alto nível de tecnologia nuclear.
O ex-secretário de Estado dos EUA, Henry Kissinger, outro defensor da unificação coreana, propôs uma conferência de seis partes para encontrar uma saída para o dilema coreano, composto pelas duas Coreias e quatro potências ligadas (Estados Unidos, Rússia, China, e Japão). A Coreia do Norte denunciou o cenário "quatro contra dois", afirmando que a Coreia ficaria à mercê das grandes potências e insinuaria o restabelecimento do poder japonês na Coreia.:508
Em 30 de junho de 2019, Donald Trump se encontrou com Kim Jong-un na Zona Desmilitarizada da Coreia. Em um breve encontro, ambos apertaram as mãos sobre a linha de demarcação, antes de passarem juntos ao território norte-coreano, tornando Trump o primeiro presidente dos Estados Unidos a pisar em solo norte-coreano. Este foi o terceiro encontro entre Trump e Kim em 2019. "Trata-se de um momento histórico que pretende pôr fim ao conflito na península", disse Kim Jong-un aos jornalistas.

### Nações Unidas
Após uma reunião de cúpula em Pyongyang, em 13 e 15 de junho de 2000, os presidentes da Cúpula do Milênio divulgaram uma declaração saudando a Declaração Conjunta como um avanço para trazer paz, estabilidade e reunificação à península coreana. Sete semanas depois, uma resolução para o mesmo efeito foi aprovada pela Assembleia Geral das Nações Unidas depois de ser co-patrocinada por outras 150 nações. Um debate agendado da Assembleia Geral sobre o tema em 2002 foi adiado por um ano a pedido de ambas as nações, e quando o assunto retornou em 2003, foi imediatamente retirado da agenda.
A questão não retornou à Assembleia Geral até 2007, depois de uma segunda Cúpula Inter-Coreana realizada em Pyongyang em 2 e 4 de outubro de 2007. Essas conversas foram realizadas durante uma rodada do Diálogo a Seis em Pequim, que se comprometeram com a desnuclearização da península coreana.

## Implicações
Uma coreia unificada poderia ter grandes implicações para o equilíbrio de poder na região, com a Coreia do Sul já sendo considerada por muitos como uma potência regional. A reunificação daria acesso a mão de obra barata e a recursos naturais abundantes no Norte, o que, combinado com a tecnologia e o capital existentes no Sul, criaria um grande potencial de crescimento econômico e militar. De acordo com um estudo de 2009 da Goldman Sachs, uma Coreia unificada poderia ter uma economia maior que a do Japão até 2050. Um exército coreano unificado teria o maior número de reservistas militares, bem como um dos maiores números de hackers militares. Acima de tudo, ainda não está claro se a Coreia do Norte precisa realmente constituir uma nação com a Coreia do Sul.